# (1895) Larink
(1895) Larink est un astéroïde de la ceinture principale découvert le 26 octobre 1971 par L. Kohoutek. Sa désignation provisoire était 1971 UZ.
Les observations du satellite IRAS ont montré un diamètre de 17,51 km.

## Approche avec Jupiter
Il s'approche parfois de Jupiter, jusqu'à 1,50 UA de Jupiter.
Entre 1900 et 2000, il s'est approché seulement 2 fois.